# Rio Macacu

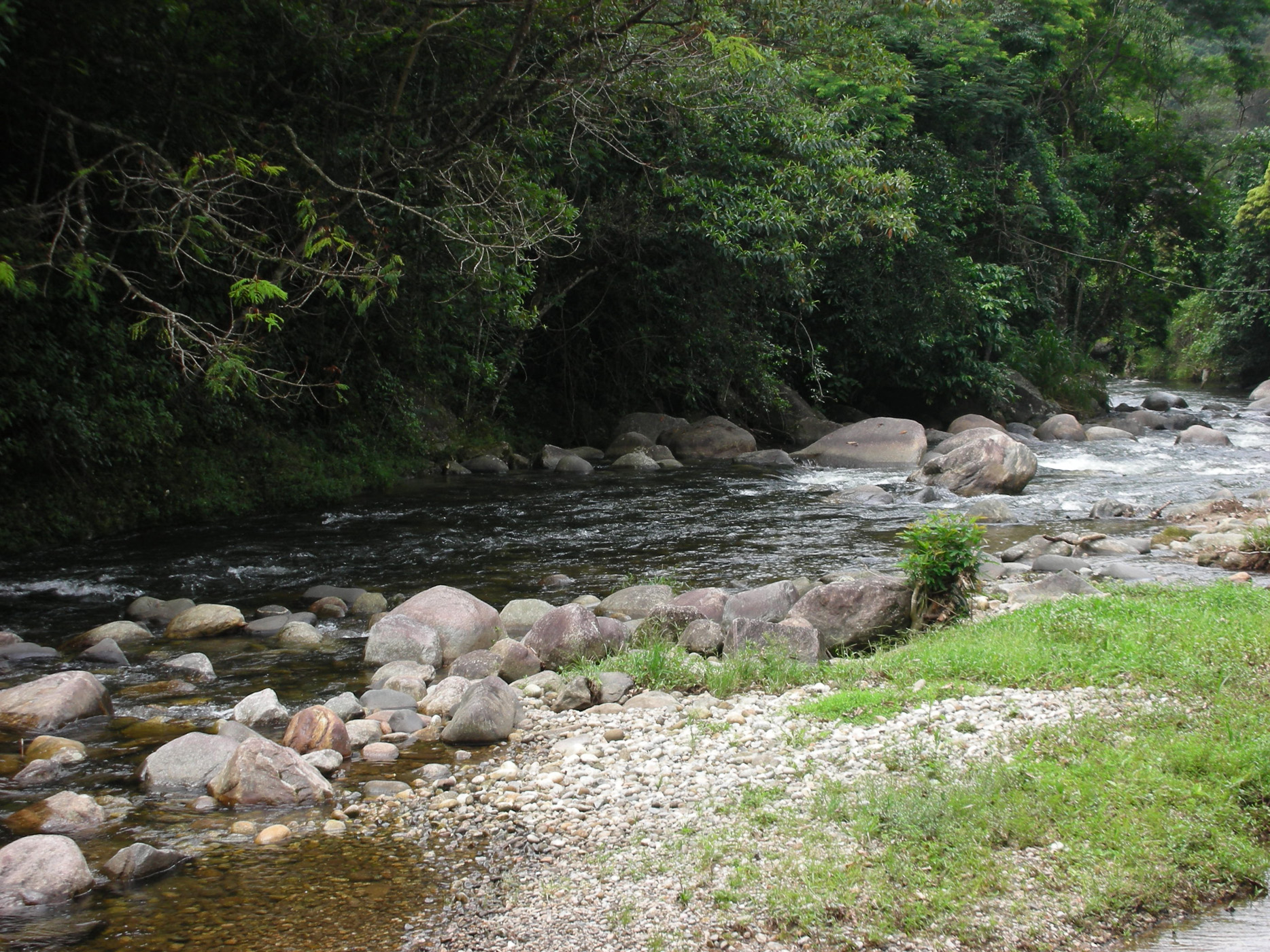
Rio Macacu

O rio Macacu é o principal rio que desagua na Baía de Guanabara, no estado do Rio de Janeiro, no Brasil. Nasce na Serra do Mar, próximo ao Pico da Caledônia, com a junção de dois outros rios chamados Apolinário e Jacutinga. Já foi navegável no passado, tendo sido uma importante via de povoamento da região de Cachoeiras de Macacu. Atualmente, contribui com grande relevância para o abastecimento de água de vários municípios fluminenses, entre os quais Niterói, São Gonçalo, Itaboraí, Cachoeiras de Macacu, além da Ilha de Paquetá. Tem, como principal afluente, o Rio Guapiaçu.

## Topônimo
O nome do rio corresponde ao de uma palmeira denominada macacu, muito semelhante ao pau-brasil e que era abundante na região durante a era colonial, mas que atualmente encontra-se extinta.[carece de fontes?]

## História
Justamente por ter sido navegável no passado, o Rio Macacu foi uma importante via para o povoamento da região que corresponde hoje aos municípios de Itaboraí e de Cachoeiras de Macacu. Ao longo de suas águas, foram fundadas algumas vilas e sedes de fazendas que abasteciam a cidade do Rio de Janeiro. Foi navegando por suas águas que os imigrantes suíços e alemães chegaram às serras de Nova Friburgo no começo do século XIX.
Com a construção dos trilhos da Estrada de Ferro Leopoldina e também com as epidemias de malária e de febre amarela, aos poucos o rio foi perdendo a sua importância para a navegação, já que o transporte de pessoas e de mercadoria poderia ser feito através das locomotivas. A população passou a se concentrar mais nas proximidades da ferrovia, esvaziando as localidades que foram fundadas nas margens do rio Macacu durante o século XIX.
Também em função das frequentes epidemias que ocorriam na região, o rio Macacu, que era um rio sinuoso, foi dragado e retificado para aumentar a vazão de água e diminuir a proliferação de insetos transmissores de doenças, principalmente a febre palustre.